# Сквер Победы (Харьков)
Сквер Победы — городской сквер в Харькове. Расположен в центре города напротив Харьковского театра оперы и балета между улицами Сумской и Чернышевской, Жён Мироносиц и Скрыпника.

## История строительства
Сквер был заложен после Великой Отечественной войны весной 1946 года по проекту архитекторов А. М. Касьянова, В. И. Коржа и А. С. Маяка. До войны на этом месте располагалось троллейбусное депо, а до 1930-х годов — Мироносицкая церковь на одноимённой площади.
Строительство сквера производилось в основном не за бюджетные деньги, а «на энтузиазме». Харьковчане добровольно в свободное время и во время субботников участвовали в строительстве сквера в городе, центральная часть которого в то время, после войны, представляла собой в основном развалины.
В 1947 году в сквере была сооружена фонтан-беседка Стеклянная (Зеркальная) струя, ставшая одним из символов города. В 2004 году к празднованию 350-летия Харькова в подарок от города Алчевска был получен памятник Алексею Кирилловичу Алчевскому, который установили в северо-восточной части сквера возле перекрёстка улиц Чернышевской и Совнаркомовской.

## Аллея героев-комсомольцев
Аллею заложили во время празднования 40-летия Ленинского комсомола в 1958 году. Она прошла через сквер с запада на восток от Стеклянной струи до стены, отгораживающей двор дома по ул. Чернышевской, 15. Вдоль аллеи на круглых белых постаментах расположились бронзовые бюсты: Николая Островского (скульптор Д. Г. Сова), Зои Космодемьянской (скульптор И. П. Ястребов), Александра Матросова (скульптор А. А. Ивченко), Олега Кошевого (скульптор В. В. Петренко), Ляли Убийвовк (скульптор В. Ю. Обидион), Вани Минайленко (скульптор М. Н. Михайловский), Александра Зубарева (скульптор Б. К. Волков) и Галины Никитиной (скульптор Л. Г. Жуковская). В конце аллеи установлена стела, на которую нанесли шесть орденов, полученных комсомолом, и высекли текст:
Герої полягли за Батьківщину, Але живуть у нинішніх ділах.

І вічно буде комсомольска зміна

Тримати їхній прапор у руках.
После реконструкции [когда?] надпись на стеле была изменена на «Дела и подвиги их — грядущим поколениям».

Сквер Победы
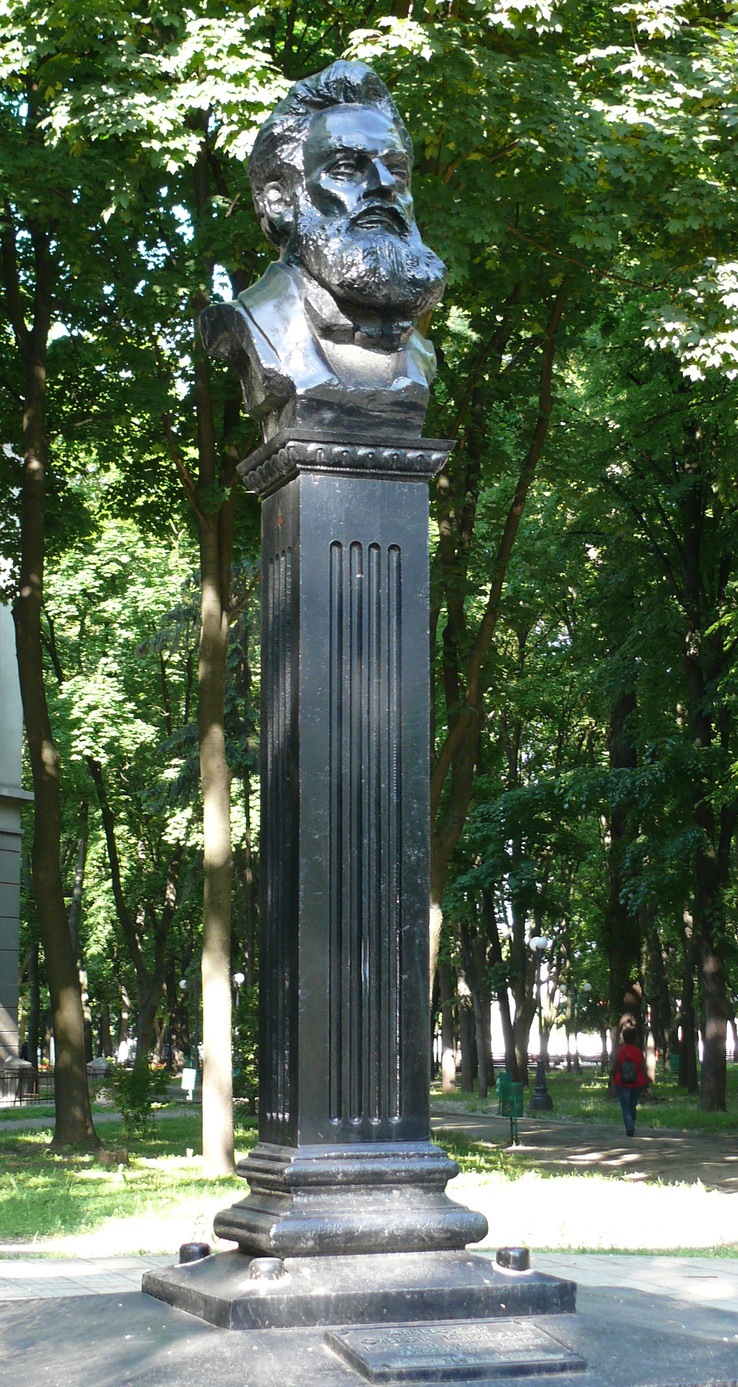
Памятник Алексею Кирилловичу Алчевскому
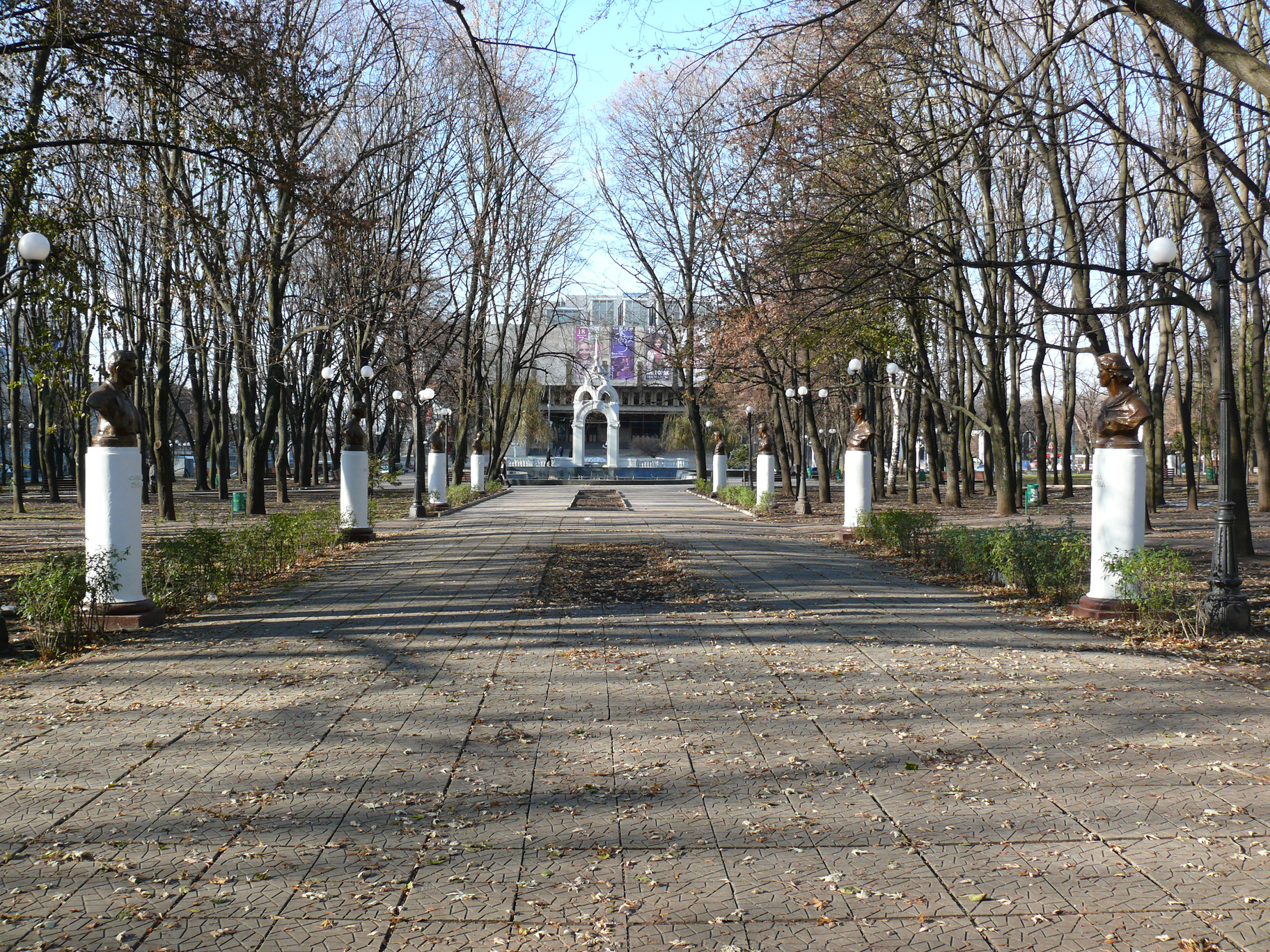
Аллея героев-комсомольцев, ведущая к Стеклянной струе (демонтирована)
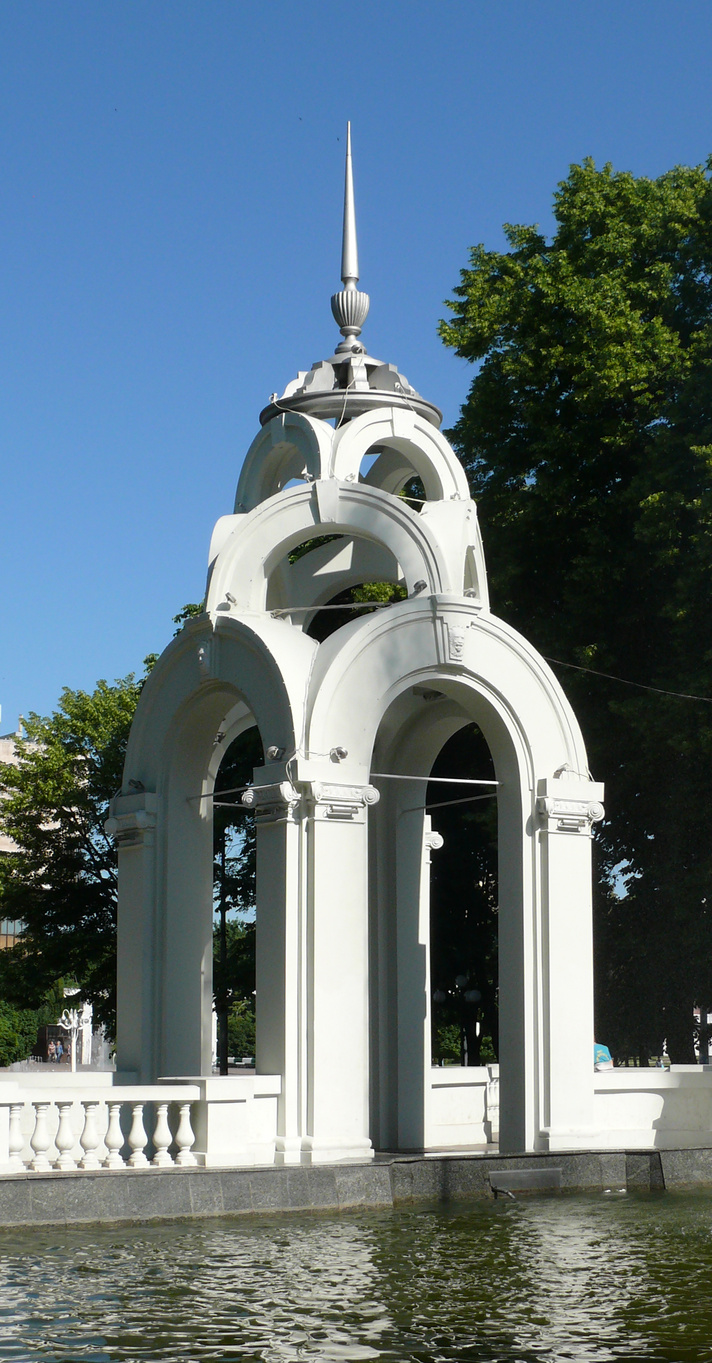
Зеркальная струя
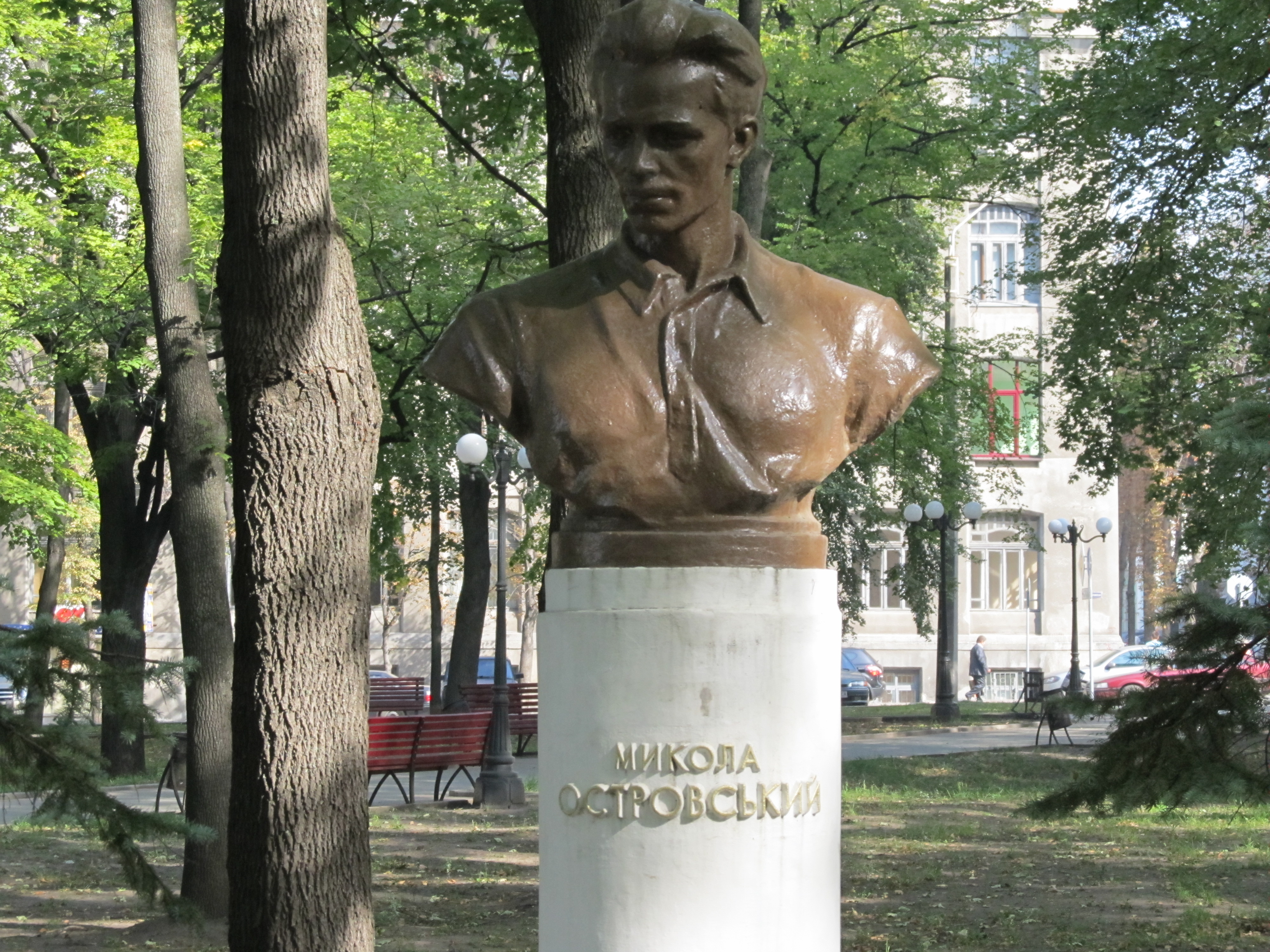
бюст-памятник Н. Островскому в Сквере Победы. Автор Дмитрий Сова

## Реконструкция при строительстве Мироносицкой церкви
В сентябре 2013 года началось строительство девятикупольного храма в стиле украинского барокко, расположенного в глубине сквера возле стены двора дома по ул. Чернышевской, 15, который открылся 22 августа 2015 года. Ранее при обсуждении проекта на градостроительном совете встал вопрос о судьбе аллеи героев-комсомольцев, предлагался вариант переноса бюстов на площадь Свободы, в сквер за памятником Ленина. В результате обсуждения было решено оставить бюсты в сквере Победы, возможно, сместив их с прежнего места, но отреставрировать их (фактически создать новые — из мрамора или заново отлить из бронзы, на гранитных постаментах).. 24 ноября 2013 года в процессе строительства храма бюсты и стела были демонтированы. Планировалось восстановление памятников героям-комсомольцам в сквере в районе ДК ХТЗ.